# Сомболед
Сомболед а. д. је отворено акционарско друштво са седиштем у Сомбору чија је делатност производња и прерада млека.

## Историја
Сомболед је основан 1934. године под именом Швајцарска сирана. Млекара је променила власника нагон годину дана пословања, али је наставила рад под истим именом.